# チョー・ヨンピル
チョー・ヨンピル（朝: 조용필、漢表示： 趙 容弼、1950年3月21日 - ）は、大韓民国出身の代表的歌手、シンガーソングライター。

## 経緯
チョー・ヨンピルは1950年、華城郡松山面双井里（ソンサンミョン・サンジョンリ）のその里きっての素封家の三男として生まれた。高校時代にギターを始めて、プロの音楽家を目指した
1968年、カントリーグループ「エトキンズ」のリーダーとしてデビュー。エトキンズでの担当楽器はギターだった。1975年にソロに転向し、1976年に『釜山港へ帰れ （돌아와요 부산항에）』が韓国で30万枚を売り上げる大ヒットとなる。
ところが77年に、米軍のステージに立っていたころに大麻を吸ったことが明らかになり、一時期芸能活動を自粛。79年に、現在もメンバー交替を経て続くバックバンド「偉大な誕生」を率いて
1979年、アルバム『窓の外の女 （창밖의 여자）』で再デビュー。同アルバムは韓国でミリオンセラーを記録する。
1980年代には、1970年代まで賞レースを牽引した南珍、羅勲児に代わり各種賞レースを独占する。
1982年には日本でもデビューし、「釜山港へ帰れ」（CBSソニー発売）や「想いで迷子」（ポリスター発売）などがヒットした。1987年、『NHK紅白歌合戦』に韓国人歌手として初めて出場を果たし、1990年まで連続で出場した。
2005年には韓国で活動する歌手として、イ・ミジャ以来2人目の北朝鮮での公演「チョ・ヨンピル平壌公演」を開催する。
これまでに『KBS歌謡大賞』歴代最多の5回、『MBC10大歌謡祭』を歴代最多の6回受賞している。また、『ミュージックバンク』の前番組である『歌謡トップ10』では番組開始以来初の10週連続1位を達成した。これ以後、番組では5週連続1位の楽曲は6週目以降ランキング集計に入れないという特別ルールができた。
1990年代初めにテレビ番組への出演を中断し、現在はコンサート中心に活動。韓国にコンサート文化を定着させた人物としても評価されている。
アルバムの総売上は累計で1500万枚。
2013年に19枚目のアルバム『Hello』を発表し、韓国で25万枚を売り上げた。今迄に無い軽快なナンバーを集めているのが特徴で、YouTube等の動画サイトに流れたこともあり、新たなファンを増やしている。

## 私生活
1984年に元国会議員の朴璨の娘と結婚したが、4年後に性格不一致で離婚している。1994年には、韓国系アメリカ人のアン・ジンヒョン（Ahn Jin-Hyun）と再婚したが、子供には恵まれず2003年に病死した。

## エピソード
- 日本では演歌歌手というイメージで知られているが、韓国ではロックからバラード、トロット、民謡まで様々なジャンルをこなす「国民歌手（クンミン・ガス）」として有名。ニックネームが「歌王」と呼ばれるほど、韓国の大衆文化界で圧巻の位置を占めている。ヒット曲「釜山港へ帰れ」は、以前から存在する名曲をロック調のリズムでアレンジし、新たな魅力を加えたものである。「永遠のオッパ（お兄さん）」などの愛称もある。
- 「カーネギー・ホールで公演」「NHK紅白歌合戦への出演」「中国・北京での公演」「アルバム売上1000万枚突破」など、多くの「韓国初」「韓国人歌手初」という記録を持っている[7]。
- 日本では「釜山港へ帰れ」「想いで迷子」等で有名。

## ディスコグラフィ

### アルバム（韓国）
| 番号 | アルバム名                      | 年度   | 代表曲                                                                                               |
| ---- | ------------------------------- | ------ | --- |
| -    | 釜山港へ帰れ                    | 1975年 | - 釜山港へ帰れ（돌아와요 부산항에）                                                                  |
| 1集  | 窓の外の女                      | 1979年 | - 窓の外の女 （창밖의 여자） - おかっぱの髪 （단발머리）                                             |
| 2集  | 祝福（ロウソク）                | 1980年 | - ロウソクの灯 （촛불）                                                                              |
| 3集  | ミオミオミオ…女と男             | 1981年 | - ミオミオミオ （미워 미워 미워） - 赤とんぼ （고추잠자리）                                          |
| 4集  | 探せないウグイス                | 1982年 | - 探せないウグイス （못찾겠다 꾀꼬리） - 悲恋 （비련）                                               |
| 5集  | 友よ                            | 1983年 | - 僕はお前が好き （나는 너 좋아） - 友よ （친구여）                                                  |
| 6集  | 涙のパーティー                  | 1984年 | - 涙のパーティー （눈물의 파티）                                                                     |
| 7集  | 旅立ちます                      | 1985年 | - 未知の世界 （미지의 세계） - 昨日、今日、そして（어제 오늘 그리고） - 旅立ちます （여행을 떠나요） |
| 8集  | チョー・ヨンピル. Vol.8         | 1986年 | - 虚空 （허공） - キリマンジャロの豹 （킬리만자로의 표범）                                           |
| 9集  | 愛と人生と私                    | 1987年 | - 君の足に留まる所に （그대 발길 머무는 곳에）                                                       |
| 10集 | '88 チョー・ヨンピル 10集       | 1988年 | - ソウルソウルソウル （서울 서울 서울） - モナリザ （모나리자）                                      |
| 11集 | チョー・ヨンピル 第10集 Part.II | 1989年 | - Q                                                                                                  |
| 12集 | 90 Vol Sailing Sound            | 1990年 | - 思い出の中の再会 （추억 속의 재회）                                                                |
| 13集 | The Dreams                      | 1991年 | - 夢 （꿈）                                                                                          |
| 14集 | CHO YONG PIL 14                 | 1992年 | - 悲しいベアトリーチェ （슬픈 베아트리체）                                                           |
| 15集 | CHO YONG PIL 15                 | 1995年 | - 残された者の孤独 （남겨진 자의 고독）                                                              |
| 16集 | Eternally                       | 1997年 | - 風の歌 （바람의 노래）                                                                             |
| 17集 | Ambition                        | 1998年 | |
| 18集 | Over The Rainbow                | 2003年 | - 太陽の目 （태양의 눈） - 夢のアリラン （꿈의 아리랑）                                              |
| 19集 | Hello                           | 2013年 | - Hello - Bounce                                                                                     |

### シングル（日本）
| #                    | 発売日          | A/B面       | タイトル               | 作詞                   | 作曲                   | 編曲                   | 規格品番    |
| CBS・ソニー          | CBS・ソニー     | CBS・ソニー | CBS・ソニー            | CBS・ソニー            | CBS・ソニー            | CBS・ソニー            | CBS・ソニー |
| -------------------- | --------------- | ----------- | ---------------------- | ---------------------- | ---------------------- | ---------------------- | ----------- |
| 1                    | 1982年 9月1日   | A面         | ミオ・ミオ・ミオ       | 谷村新司               | 鄭豊松                 | 入江純                 | 07SH-1194   |
| 1                    | 1982年 9月1日   | B面         | 釜山港へ帰れ           | 三佳令二               | 黄善友                 | 入江純                 | 07SH-1194   |
| 2                    | 1984年 3月      | A面         | 窓の外の女             | 三佳令二               | 趙容弼                 | 入江純                 | 07SH-1467   |
| 2                    | 1984年 3月      | B面         | 山有花                 | 加藤登紀子             | 趙容弼                 | 入江純                 | 07SH-1467   |
| 3                    | 1984年 10月     | A面         | 流されて               | 阿久悠                 | 金起杓                 | 入江純                 | 07SH-1576   |
| 3                    | 1984年 10月     | B面         | 友よ                   | 河智暎                 | 李鎬俊                 | 入江純                 | 07SH-1576   |
| 4                    | 1985年 7月21日  | A面         | 昨日、今日、そして     | 岡田冨美子             | 趙容弼                 | 戸塚修                 | 07SH-1668   |
| 4                    | 1985年 7月21日  | B面         | あなたの涙が乾く前に   | 小椋佳                 | 李範熙                 | 戸塚修                 | 07SH-1668   |
| 5                    | 1985年 11月21日 | A面         | みちゆき               | 阿久悠                 | 叶弦大                 | 斉藤恒夫               | 07SH-1713   |
| 5                    | 1985年 11月21日 | B面         | 北国情話               | 阿久悠                 | 叶弦大                 | 斉藤恒夫               | 07SH-1713   |
| ポリスター           |                 |             |                        |                        |                        |                        |             |
| 6                    | 1986年 9月25日  | A面         | 想いで迷子             | 荒木とよひさ           | 三木たかし             | 馬飼野俊一             | D07C-1015   |
| 6                    | 1986年 9月25日  | B面         | 泣かされたって         | 荒木とよひさ           | 浜圭介                 | 馬飼野俊一             | D07C-1015   |
| 7                    | 1987年 2月25日  | A面         | 心ボロボロ             | 荒木とよひさ           | 三木たかし             | 馬飼野俊一             | D07C-1020   |
| 7                    | 1987年 2月25日  | B面         | おきざり               | 荒木とよひさ           | 三木たかし             | 馬飼野俊一             | D07C-1020   |
| 8                    | 1988年 5月25日  | A面         | 想いで迷子-2           | 荒木とよひさ           | 三木たかし             | 川村栄二               | D07C-1502   |
| 8                    | 1988年 5月25日  | B面         | 愛の不思議             | 荒木とよひさ           | 三木たかし             | 川村栄二               | D07C-1502   |
| 9                    | 1988年 7月25日  | A面         | ソウル・ソウル・ソウル | 荒木とよひさ           | 趙容弼                 | 入江純                 | D07C-1505   |
| 9                    | 1988年 7月25日  | B面         | （朝鮮語版）           | 梁仁子                 | 趙容弼                 | 入江純                 | D07C-1505   |
| 10                   | 1988年 12月1日  | A面         | 野郎たちの挽歌         | 荒木とよひさ           | 堀内孝雄               | 佐々木誠               | D07C-1508   |
| 10                   | 1988年 12月1日  | B面         | 愛を傷つけないで       | 荒木とよひさ           | 堀内孝雄               | 川村栄二               | D07C-1508   |
| 11                   | 1989年 4月7日   | 01          | 悲しみのゆくえ         | 荒木とよひさ           | 三木たかし             | 川村栄二               | H09C-31002  |
| 11                   | 1989年 4月7日   | 02          | 雨のオムニバス         | 荒木とよひさ           | 三木たかし             | 林有三                 | H09C-31002  |
| 12                   | 1989年 7月25日  | 01          | 冬物語                 | 荒木とよひさ           | 三木たかし             | 馬飼野俊一             | H09C-31007  |
| 12                   | 1989年 7月25日  | 02          | 涙の身がわり           | 荒木とよひさ           | 杉本真人               | 戸塚修                 | H09C-31007  |
| ワーナー・パイオニア |                 |             |                        |                        |                        |                        |             |
| 13                   | 1989年 12月10日 | 01          | 夢夜舟                 | 荒木とよひさ           | 三木たかし             | 若草恵                 | 10L3-4129   |
| 13                   | 1989年 12月10日 | 02          | 遠い未来               | 荒木とよひさ           | 鹿紋太郎               | 川村栄二               | 10L3-4129   |
| 14                   | 1991年 3月25日  | 01          | 愛の共犯者             | 荒木とよひさ           | 羽場仁志               | 若草恵                 | WPDL-1516   |
| 14                   | 1991年 3月25日  | 02          | 終りにしましょう       | 荒木とよひさ           | 都志見隆               | 川村栄二               | WPDL-1516   |
| 15                   | 1991年 12月10日 | 01          | 紅い落葉               | 浜圭介                 | 浜圭介                 | 川村栄二               | WPDL-1524   |
| 15                   | 1991年 12月10日 | 02          | 孤独なRUNNER           | 荒木とよひさ           | 趙容弼                 | 萩田光雄               | WPDL-1524   |
| 16                   | 1992年 8月25日  | 01          | 母影                   | 荒木とよひさ           | 遠藤実                 | 前田俊明               | WPDL-4296   |
| 16                   | 1992年 8月25日  | 02          | 万里の河               | 荒木とよひさ           | 弦哲也                 | 竜崎孝路               | WPDL-4296   |
| BMGビクター          |                 |             |                        |                        |                        |                        |             |
| 17                   | 1994年 6月22日  | 01          | 合鍵                   | 大津あきら             | 杉本真人               | 今泉敏郎               | BVDL-46     |
| 17                   | 1994年 6月22日  | 02          | 少年                   | PROJECT MOONLIGHT CAFE | PROJECT MOONLIGHT CAFE | PROJECT MOONLIGHT CAFE | BVDL-46     |
| 18                   | 1994年 11月23日 | 01          | ごめんな…              | 大津あきら             | 杉本真人               | 今泉敏郎               | BVDL-1007   |
| 18                   | 1994年 11月23日 | 02          | 恋にゆれて             | 松井五郎               | 山本はるきち           | 山本はるきち           | BVDL-1007   |
| 19                   | 1995年 10月21日 | 01          | 故郷へ                 | 荒木とよひさ           | 浜圭介                 | 前田俊明               | BVDL-1019   |
| 19                   | 1995年 10月21日 | 02          | 夕顔恋唄               | 荒木とよひさ           | 浜圭介                 | 馬飼野俊一             | BVDL-1019   |
| 20                   | 1996年 10月23日 | 01          | 冬の河                 | 秋浩二                 | 趙容弼                 | 前田俊明               | BVDL-1040   |
| 20                   | 1996年 10月23日 | 02          | 冬の女                 | 岡田冨美子             | 金熙甲                 | 若草恵                 | BVDL-1040   |
| 21                   | 1997年 12月17日 | 01          | 風の歌                 | 荒木とよひさ           | 金正昱                 | T.Keane                | BVDL-1053   |
| 21                   | 1997年 12月17日 | 02          | パンドラの箱           | 荒木とよひさ           | 趙容弼                 | T.Keane                | BVDL-1053   |

### ミュージックビデオ
| 年度 | 曲名/リンク               |
| ---- | ------------------------- |
| 2013 | Hello M/V                 |
| 2013 | 歩きたい M/V              |
| 2013 | ときめき M/V              |
| 2013 | Hello (Japanese Ver.) M/V |

## NHK紅白歌合戦出場歴
| 年度/放送回               | 回 | 曲目         | 出演順 | 対戦相手             | 備考                   |
| ------------------------- | -- | ------------ | ------ | -------------------- | ---------------------- |
| 1987年（昭和62年）/第38回 | 初 | 窓の外の女   | 11/20  | 五輪真弓             |                        |
| 1988年（昭和63年）/第39回 | 2  | 恨五百年     | 14/21  | 島倉千代子           |                        |
| 1989年（平成元年）/第40回 | 3  | Q            | 15/20  | 由紀さおり・安田祥子 |                        |
| 1990年（平成2年）/第41回  | 4  | 釜山港へ帰れ | 18/29  | 加藤登紀子           | ロッテワールドより中継 |

## 著書
- 趙容弼『釜山港へ帰れ : チョー・ヨンピル自伝』三修社、1984年12月15日。
- 風が伝える言葉 (1985年)

## 受賞歴

### 音楽賞
- 1971年
  - サンデーソウルカップポップグループコンテスト・最優秀歌手王賞
- 1980年
  -     - TBC放送歌謡大賞・大賞
    - MBC10大歌手歌謡祭・大賞

  - MBC10大歌手歌謡祭・最高人気歌謡
  - ソウル国際歌謡祭・金賞
- 1981年
  -     - 韓国演劇映画芸術大賞・映画主題歌作曲賞
    - KBS歌謡大賞・大賞

  - MBC10大歌手歌謡祭・大賞
  - MBC10大歌手歌謡祭・最高人気歌謡
- 1982年
  - アメリカAMPEX社ゴールデンリール賞
  - 外信記者クラブ選定最高男性歌手賞
  - KBS歌謡大賞・大賞
  - MBC10大歌手歌謡祭・歌手賞
- 1983年
  - KBS歌謡大賞・大賞
  - MBC10大歌手歌謡祭・大賞
  - MBC10大歌手歌謡祭・最高人気歌謡
- 1984年
  -     - CBS-SONYゴールデンディスク賞受賞

  - MBC10大歌手歌謡祭・大賞
- 1985年
  - KBS歌謡大賞・大賞
  - MBC10大歌手歌謡祭・大賞
- 1986年
  -     - ゴールデンディスク賞・大賞

  - MBC10大歌手歌謡祭・大賞
  - MBC10大歌手歌謡祭・最高人気歌謡
- 1988年
  -     - Poly Starゴールデンディスク賞

  - MBC10大歌手歌謡祭・歌手賞
- 1998年
  - 韓国ギャラップ調査「建国以来最高歌手」認定
  - 韓国放送大賞・歌手賞
  - 文化放送選定政府樹立50年最高のスター賞
- 2005年
  - 第3回統一文化大賞
  - ゴールデンディスク賞・功労賞
    - SBS歌謡大祭典・特別功労賞

  - 韓国大衆音楽賞・功労賞FM
- 2013年
  - Mnet 20's Choice・20's Record大賞
  - Mnet アジアミュージックアワード・BC-UnionPay今年の歌大賞

### 歌謡番組1位獲得楽曲
| 年     | 番組 |
| ------ | --- |
| 1981年 | - ロウソクの灯 （촛불） - 2月10日 KBS歌謡トップ10 1位 - 2月17日 KBS歌謡トップ10 1位 - 2月24日 KBS歌謡トップ10 1位 - 3月10日 KBS歌謡トップ10 1位 - 3月17日 KBS歌謡トップ10 1位 - 3月24日 KBS歌謡トップ10 1位 - 3月31日 KBS歌謡トップ10 1位 (7週連続) - ミオミオミオ （미워 미워 미워） - 10月13日 KBS歌謡トップ10 1位 - 10月20日 KBS歌謡トップ10 1位 - 10月27日 KBS歌謡トップ10 1位 - 11月3日 KBS歌謡トップ10 1位 - 12月22日 KBS歌謡トップ10 1位 |
| 1982年 | - ミオミオミオ （미워 미워 미워） - 1月5日 KBS歌謡トップ10 1位 (通算6週) - 探せないウグイス （못찾겠다 꾀꼬리） - 8月18日 KBS歌謡トップ10 1位 - 8月25日 KBS歌謡トップ10 1位 - 9月1日 KBS歌謡トップ10 1位 - 9月8日 KBS歌謡トップ10 1位 - 9月15日 KBS歌謡トップ10 1位 - 9月22日 KBS歌謡トップ10 1位 - 9月29日 KBS歌謡トップ10 1位 - 10月6日 KBS歌謡トップ10 1位 - 10月27日 KBS歌謡トップ10 1位 - 11月3日 KBS歌謡トップ10 1位 (10週連続、ゴールデンカップ)                                                                                            |
| 1983年 | - 悲恋 （비련） - 1月12日 KBS歌謡トップ10 1位 - 1月19日 KBS歌謡トップ10 1位 - 1月26日 KBS歌謡トップ10 1位 - 2月2日 KBS歌謡トップ10 1位 - 2月16日 KBS歌謡トップ10 1位 (通算5週) - 僕はお前が好き （나는 너 좋아） - 8月28日 KBS歌謡トップ10 1位 - 9月11日 KBS歌謡トップ10 1位 - 9月18日 KBS歌謡トップ10 1位 - 9月25日 KBS歌謡トップ10 1位 - 10月2日 KBS歌謡トップ10 1位 (5週連続) (ゴールデンカップ) |
| 1984年 | - 友よ （친구여） - 2月12日 KBS歌謡トップ10 1位 - 2月19日 KBS歌謡トップ10 1位 - 2月26日 KBS歌謡トップ10 1位 - 3月4日 KBS歌謡トップ10 1位 - 3月11日 KBS歌謡トップ10 1位 (5週連続、ゴールデンカップ) - 正義の心 （정의 마음） - 8月5日 KBS歌謡トップ10 1位 - 8月12日 KBS歌謡トップ10 1位 - 8月19日 KBS歌謡トップ10 1位 - 8月26日 KBS歌謡トップ10 1位 - 9月2日 KBS歌謡トップ10 1位 (5週連続、ゴールデンカップ) - 涙のパーティー （눈물의 파티） - 11月4日 KBS歌謡トップ10 1位 - 11月11日 KBS歌謡トップ10 1位 - 11月18日 KBS歌謡トップ10 1位 (3週連続) |
| 1985年 | - 昨日、今日、そして（어제 오늘 그리고） - 6月19日 KBS歌謡トップ10 1位 - 6月26日 KBS歌謡トップ10 1位 - 7月10日 KBS歌謡トップ10 1位 - 7月17日 KBS歌謡トップ10 1位 - 7月24日 KBS歌謡トップ10 1位 (5週連続、ゴールデンカップ) - 君よ（그대여） - 10月23日 KBS歌謡トップ10 1位 - 10月30日 KBS歌謡トップ10 1位 - 11月13日 KBS歌謡トップ10 1位 - 11月20日 KBS歌謡トップ10 1位 - 11月27日 KBS歌謡トップ10 1位 - 12月4日 KBS歌謡トップ10 1位 - 12月11日 KBS歌謡トップ10 1位 (5週連続、通算7週、ゴールデンカップ)                                           |
| 1986年 | - 虚空 （허공） - 3月19日 KBS歌謡トップ10 1位 - 3月26日 KBS歌謡トップ10 1位 - 4月2日 KBS歌謡トップ10 1位 - 4月9日 KBS歌謡トップ10 1位 - 4月16日 KBS歌謡トップ10 1位 (5週連続、ゴールデンカップ) - 風が伝える言葉（바람이 전하는 말） - 11月5日 KBS歌謡トップ10 1位 - 11月12日 KBS歌謡トップ10 1位 - 11月19日 KBS歌謡トップ10 1位 (3週連続) |
| 1988年 | - 君の足に留まる所に （그대 발길 머무는 곳에） - 1月20日 KBS歌謡トップ10 1位 - ソウルソウルソウル （서울 서울 서울） - 10月5日 KBS歌謡トップ10 1位 |
| 1989年 | - Q - 5月21日 KBS歌謡トップ10 1位 |
| 1990年 | - 思い出の中の再会 （추억 속의 재회） - 8月24日 ショーネットワーク 1位 - 9月7日 ショーネットワーク 1位 - 9月14日 ショーネットワーク 1位 - 9月21日 ショーネットワーク 1位 - 9月28日 ショーネットワーク 1位 - 10月5日 ショーネットワーク 1位 (通算6週) |
| 2013年 | - Bounce - 5月3日 ミュージックバンク 1位 - 5月4日 ショー!K-POPの中心 1位 - 5月10日 KBS ミュージックバンク 1位 (2週連続) |

## 出演CM
- メッコール